# 주한 캄보디아 대사관
주한 캄보디아 대사관(크메르어: ស្ថានឯកអគ្គរាជទូតកម្ពុជាប្រចាំសាធារណរដ្ឋកូរ៉េ, 영어: Royal Embassy of Cambodia in the Republic of Korea)은 대한민국 서울특별시 중구 태평로2가 150 부영태평빌딩 20층에 위치하고 있는 캄보디아 대사관이다. 현직 주한 캄보디아 대사는 찌릉 보톰 랑세이이다.

## 역사
캄보디아는 크메르 공화국 시대였던 1970년 5월 18일에 대한민국과 수교했으나 1975년 4월 5일에 단절되었다. 그러다가 1997년 10월 30일에 대한민국과의 외교 관계를 정상화했고 2001년 4월 2일에 대한민국 서울에 주한 캄보디아 대사관을 설립했다.

## 주요 업무
주요 업무는 대한민국 정부와의 외교 교섭과 국제 협력, 경제, 통상 교섭, 양국 문화, 학술, 체육 교류 및 협력, 외교 정책 홍보, 대한민국 거주 캄보디아 국민의 보호와 지도, 문서의 공증, 국적, 호적, 여권 및 사증 업무 등이다.

## 같이 보기
- 대한민국-캄보디아 관계
- 주캄보디아 대한민국 대사관
- 캄보디아의 재외공관 목록
- 대한민국 주재 외국공관 목록